# مانوج كومار (ملاكم)
مانوج كومار (مواليد 10 ديسمبر 1986) هو ملاكم هندي، مثّل بلاده في الألعاب الأولمبية الصيفية 2012.

## روابط خارجية
مانوج كومار على موقع بوكس ريك (الإنجليزية) (registration required)
- مانوج كومار على موقع اللجنة الأولمبية الدولية (الإنجليزية)
- مانوج كومار على موقع أوليمبيديا (الإنجليزية)
- مانوج كومار على موقع اتحاد ألعاب الكومنولث (مؤرشف) (الإنجليزية)